# Marina Poggi D'Angelo
Marina Poggi D'Angelo (Roma, 29 marzo 1910 – Roma, 16 giugno 2001) è stata una pittrice italiana, attiva nella seconda metà del Novecento.

## Biografia

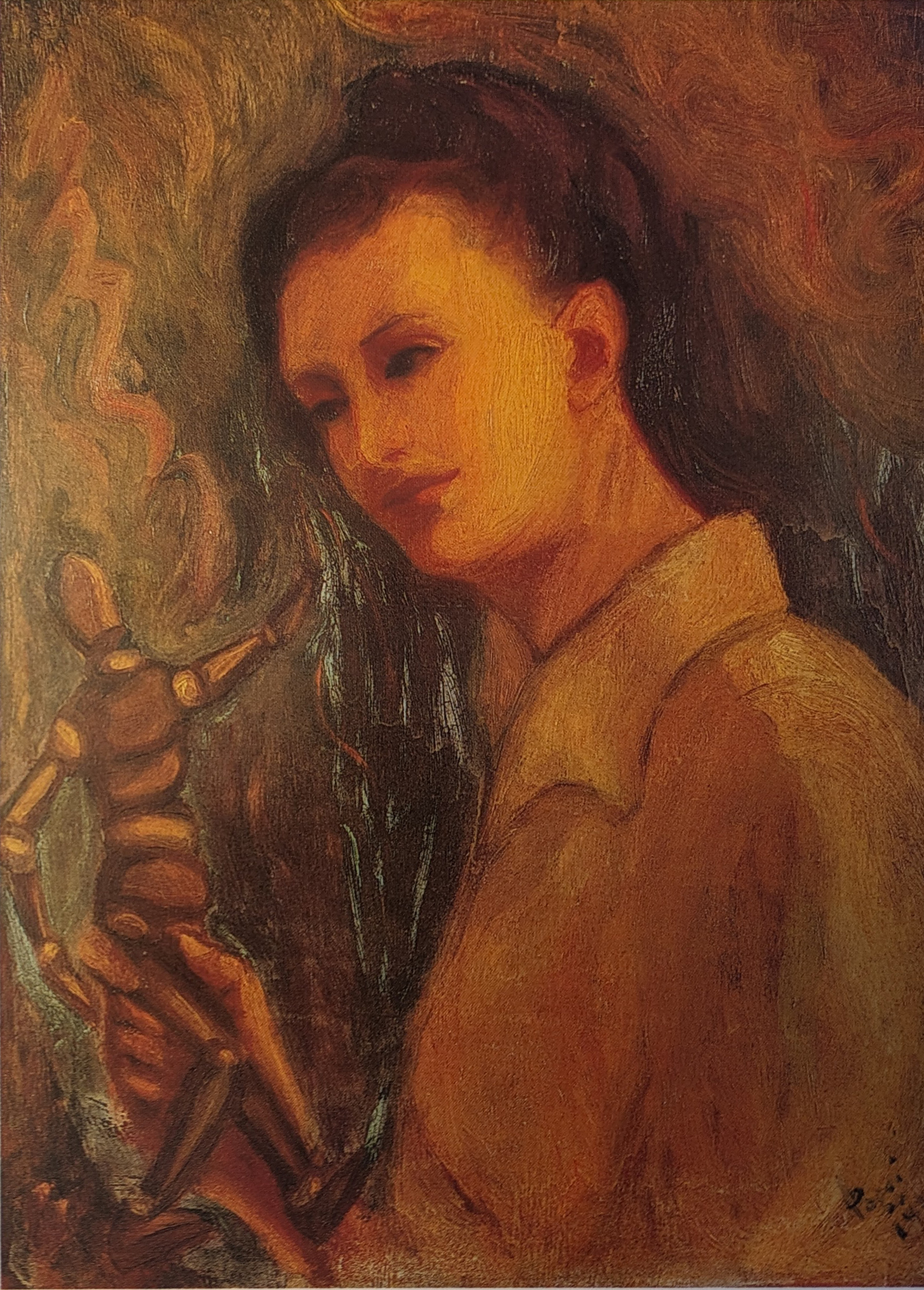
Autoritratto con manichino (olio su tela, 1955)

### Formazione artistica
Nata a Roma da genitori abruzzesi, completati gli studi classici nel 1928, frequentò per un anno la scuola privata di Sigmund Lipinsky (incisore polacco formatosi alla scuola di incisione di Monaco). Nella sua formazione furono tuttavia decisivi gli anni della guerra, durante i quali a seguito degli incontri con artisti come Guttuso, Melli e Mafai fu incoraggiata a riprendere l'attività artistica al tempo praticamente abbandonata e convinta a frequentare il corso di pittura dell'Accademia di via Ripetta, dove si diplomò nel 1946.

## Stile e opere

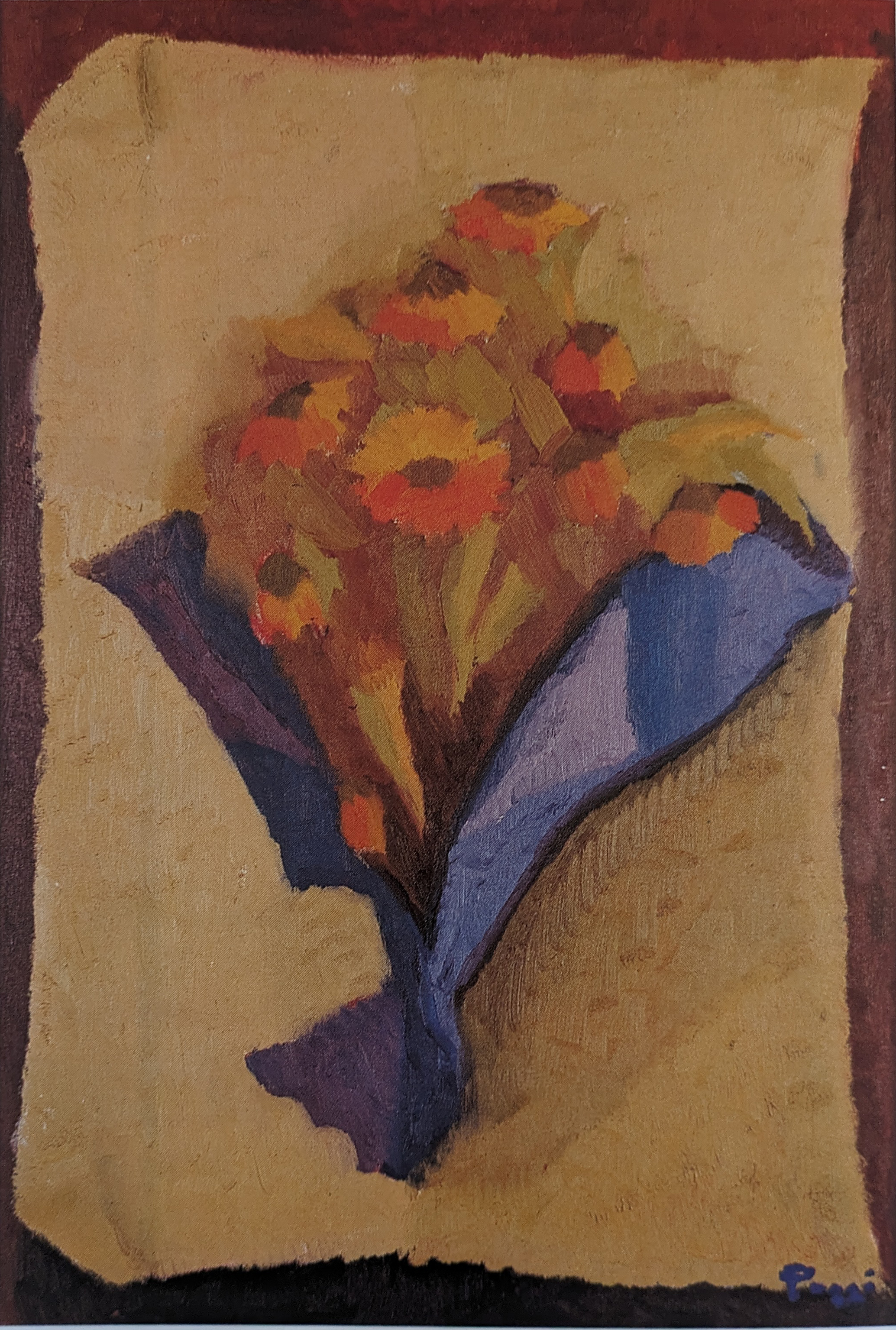
Mazzo di calendole (olio su tela, 1960)

### Lo stile pittorico, le influenze
«Così al di fuori, non del mio tempo, ma delle mode caduche, continuai a lavorare nella ricerca di una più chiara estrinsecazione della mia personalità. Desideravo solo mettere una piccola pietra nel grande edificio dell'arte, che altri, più fortunati di me, avrebbero arricchito di fulgidi ornamenti»
Nutrendo una certa diffidenza nei confronti dei rapidi aggiornamenti, da parte di molti artisti italiani, sulla base delle avanguardie europee, Marina Poggi è invece sospinta dalla ricerca di una vocazione più autentica, suscitata da emozioni puramente visive e da un timbro pittorico naturale. Nella sua opera è riconosciuta la semplicità della pittura dal vero, come rifiuto dei modelli accademici ed estranea alle profonde motivazioni concettuali delle avanguardie, pur avendone assimilato determinate strutture linguistiche.

I temi più vicini al gusto della pittrice sono le nature morte, che le permettono di esprimere pienamente la propria disposizione al colore e alla composizione. Il soggetto diviene motivo, analizzato e ricostruito in un ordine formale in cui i ritmi, i colori, le luminosità sono in funzione di un’esclusiva evidenza pittorica. 

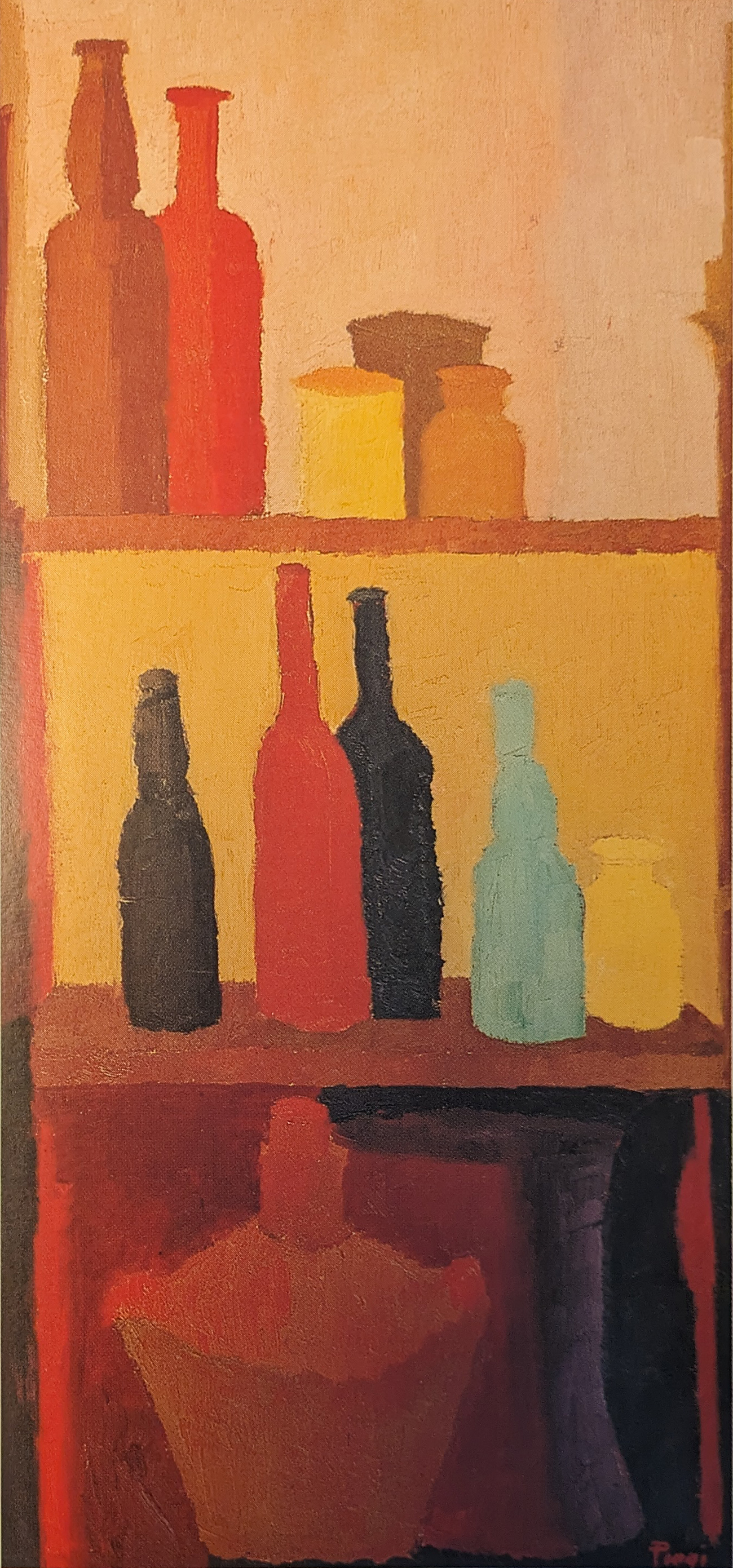
Cantina (olio su tela, 1965)

### Analisi delle opere significative
Negli anni attorno alla guerra era sorta a Roma la Scuola Romana che, nata come contrapposto all'accademismo novecentesco, trovava nel colore la sua gioia di essere. Marina Poggi segue, quasi per istinto, quel che di nuovo si era già manifestato in ambito romano con la pittura di Mafai, di Melli, di Guttuso, di Montanarini, ritrovandovi un’autentica volontà di realismo e al tempo stesso la considerazione dei valori espressivi e della loro forza di comunicazione. In particolare, la pittura di Mafai ha una notevole importanza nelle scelte dei primi anni di Poggi D'Angelo, anche per una similitudine di temi e di poetica. Appare altresì evidente, in certi dipinti  (Peperoni, 1961, Cantina, 1965), un ripensamento della pittura di Melli nella sobria geometria delle immagini e nella spazialità quasi astratta del colore.
Tra la fine degli anni '50 e l'inizio degli anni '60 l'artista non cerca più un’ambientazione, uno spazio naturale in cui collocare gli oggetti, ma un fondale che metta in particolare risalto i valori pittorici dell'immagine: il foglio di carta in Garofani, in Mazzo di calendole e in altri dipinti con fiori, è una superficie luminosa che annulla l'effetto di profondità (appena accennato dalle piegature della carta), ribalta in primo piano la prospettiva della visione, e accentua l'intenso cromatismo dell'immagine.
Dai primi anni '70 la pittura dell’artista, pur senza smentire le proprie origini nell'ambito di una cultura figurativa legata alla Scuola Romana, trova via via ritmi sempre più intensi e soggettivi. Diventano evidenti una diversa e più aperta volontà cromatica e una spazialità quasi astratta, illuminata da un colorismo simbolico, creato dagli addensamenti e dalle trasparenze. Nel dipinto Grande natura morta del 1975 si esprime una nuova libertà del colore, in funzione di una esuberante sintesi decorativa. Le geometrie compositive mantengono un preciso rigore nella scansione degli spazi, ma l’uso del colore è tale da attirare l'attenzione sui singoli elementi, sulle improvvise accensioni, su un tessuto decorativo ricco e variato.

## Partecipazione a mostre, eventi e istituzioni artistiche
Marina Poggi D’Angelo ha iniziato a esporre nel 1944. La sua prima personale risale al 1946. Ha tenuto 16 personali a Roma, Firenze, Napoli, Milano, Siena e Chieti, e dal 1946 ha partecipato alla VI, VII e IX Quadriennale di Roma, al Premio Michetti, al Premio Villa San Giovanni, al Maggio di Bari e a numerose esposizioni di gruppo.
Dal 1980 ha tenuto personali alla Galleria L'Agostiniana (Roma, 1980), al Complesso Monumentale di San Michele a Ripa (Roma, 1990), allo Studio S Arte Contemporanea (Roma, 1994), allo Studio Di Nisio (Pescara, 1994) e nel Palazzo Comunale di Ascoli Piceno (1995).
Ha dipinto nelle chiese di Casacanditella (Chieti) quattro pale d'altare, e ha eseguito un mosaico per la scuola di S. Demetrio dei Vestini (L'Aquila) e un pannello a tempera per una scuola elementare (Viale Portuense, Roma).
Sue opere figurano in collezioni pubbliche e private, tra cui quella dell'amica Alice Psacaropulo.
È stata titolare della cattedra di Discipline Pittoriche al Liceo Artistico di Roma dal 1948 al 1980.

## Riconoscimenti e premi
Ha vinto i seguenti premi di pittura:
- 1950 - Premio Incom alla mostra del Premio Michetti

- 1951 - Premio nazionale di Frosinone

- 1953 - Premio Ente Turismo di Chieti alla Mostra del Premio Michetti

- 1954 - Tavolozza d'Argento alla Mostra del Premio Michetti

- 1955 - Premio Ente Turismo di Chieti alla Mostra del Premio Michetti

- 1960 - Medaglia d'oro al Premio nazionale di Latina

- 1961 - Medaglia d'oro alla Mostra di Pittura di Agnani

- 1962 - Premio "Ivanoe Fossani"

- 1962 - Medaglia d'oro al Premio di Pittura di Anzio

- 1963 - Premio Ente Turismo di Reggio Calabria alla Mostra di Villa S. Giovanni.

- 1970 - Medaglia d'Argento alla Mostra del Sindacato Artisti B.B.A.A.

Hanno scritto di lei, tra gli altri, i critici: M. Venturoli, G. Etna, P. Scarpa, E. Francia, C. Tridenti, A. Parronchi, V. Torelli, P. Girace, G. Sciortino, E. Ciarletta, M. Lepore, V. Fraschetti, M. Maizza, E. Miscia, V. Scorza, C. Barbieri, F. Miele, A. Schettini, I. Fossani.

## Pubblicazioni
- Marina Poggi D’Angelo – dipinti e disegni 1946-1989 [3] (De Luca Edizioni d’arte, 1990)
- Marina Poggi D’Angelo – cinquant’anni di pittura [2] (Studio S – Arte contemporanea, 1996)